# Alban Elezi Cannaferina
Alban Elezi Cannaferina (Lione, 15 agosto 2003) è uno sciatore alpino francese.

## Biografia
Sciatore polivalente originario di Chamrousse e attivo dal novembre del 2019, Elezi Cannaferina ha esordito in Coppa Europa il 26 gennaio 2021 a Orcières in discesa libera (87º), ai Mondiali juniores di Sankt Anton am Arlberg 2023 ha vinto la medaglia d'oro nello slalom gigante e quella d'argento nella discesa libera e ai successivi Mondiali di Courchevel/Méribel 2023, sua prima presenza iridata, si è classificato 27º nello slalom gigante e 7º nella gara a squadre; ha debuttato in Coppa del Mondo il 18 marzo 2023 a Soldeu in slalom gigante, senza completare la prova, e ai Mondiali juniores di Alta Savoia 2024 ha vinto la medaglia d'argento nello slalom gigante e nella combinata a squadre. In Coppa Europa ha conquistato il primo podio il 6 dicembre 2024 a Zinal in slalom gigante (3º) e la prima vittoria il 21 gennaio 2025 a Reiteralm in supergigante; non ha preso parte a rassegne olimpiche.

## Palmarès

### Mondiali juniores
- 4 medaglie:
  - 1 oro (slalom gigante a Sankt Anton am Arlberg 2023)
  - 3 argenti (discesa libera a Sankt Anton am Arlberg 2023; slalom gigante, combinata a squadre ad Alta Savoia 2024)

### Coppa del Mondo
- Miglior piazzamento in classifica generale: 108º nel 2025

### Coppa Europa
- Miglior piazzamento in classifica generale: 3º nel 2025
- 6 podi:
  - 2 vittorie
  - 1 secondo posto
  - 3 terzi posti

#### Coppa Europa - vittorie
| Data            | Località  | Paese    | Specialità |
| --------------- | --------- | -------- | ---------- |
| 21 gennaio 2025 | Reiteralm | Austria  | SG         |
| 12 marzo 2025   | Ål        | Norvegia | GS         |

Legenda:

SG = supergigante

GS = slalom gigante

### Campionati francesi
- 2 medaglie:
  - 1 argento (slalom gigante nel 2025)
  - 1 bronzo (supergigante nel 2025)